# Adelheid van Normandië (1005-1038)
Adelheid van Normandië (ca. 1002-1038) was een dochter van Richard II van Normandië en Judith van Bretagne. Zij huwde met graaf Reinoud I van Bourgondië, en werd de moeder van:
- Willem I
- Guy (ovl. na 1069), tegenkandidaat van een Normandische adelsfractie voor de hertogstitel (aanspraken via zijn moeder) tegen Willem de Veroveraar (die een bastaard was). Guy werd opgevoed in Normandië en bezat kastelen in Brionne en Vernon (Eure). In 1046 probeerde hij tevergeefs om Willem te ontvoeren en in 1047 werd hij verslagen in de slag bij Val-lès-Dunes. Hij wist zich nog drie jaar lang te verschansen in zijn kastelen en maakte toen gebruik van de hem geboden vrije aftocht. Eerst verbleef hij nog aan het hof van Godfried II van Anjou en keerde daarna terug naar Bourgondië. Tot zijn dood heeft hij complotten gesmeed tegen zijn broer, om zijn macht en bezittingen over te kunnen nemen.
- Hugo
- mogelijk Fulco